# Металлоискатель
Металлоиска́тель (металлодетектор, миноискатель) — электронный прибор, позволяющий обнаруживать металлические предметы в нейтральной или слабо-проводящей среде за счёт их проводимости.
Металлоискатель обнаруживает металл в грунте, воде, стенах, в древесине, под одеждой и в багаже, в пищевых продуктах, в организме человека и животных и т. д. Благодаря развитию микроэлектроники современные металлоискатели являются компактными и надёжными приборами.
Металлоискатели относятся к обнаружителям — устройствам, предназначенным для точной локации скрытых предметов. Миноискатели используются для обнаружения мин в грунте, снегу, под водой на небольшой глубине. Миноискатели по принципу работы разделяются на индукционные (для мин с металлическими частями) и обнаруживающие неметаллические мины по их диэлектрической проницаемости. Для обнаружения подводных объектов используются искатели мин, работающие на гидроакустических, оптических, магнитных, электромагнитных, электрических или лазерных принципах.
Российский уголовный кодекс относит металлоискатели, радары, магнитные приборы и другие технические средства, позволяющие определить наличие археологических предметов в месте залегания к специальным техническим средствам поиска.
Стационарные и портативные (ручные) металлоискатели в рамках стандартизации в России относят к техническими средствами досмотра и используются для выявления металлических предметов, размещенных в одежде и на теле человека.

## Физические принципы
О магнитах, противодействующих вооруженному врагу, которые устанавливались в воротах древнего города Гуанлина, упоминает ещё в конце V века Бао Чжао в своей «Оде о городе, заросшем сорняком» (кит. упр. 芜城赋).
Немецкий физик Хайнрих Вильхельм Дофе (нем. Heinrich Wilhelm Dove) изобрел[когда?] систему индукционного баланса (импеданса), которая вошла в металлоискатель сто лет спустя.
Основа индукционного баланса — несколько катушек индуктивности, одна передающая и одна или две приёмные, образующие индуктивный датчик. Все катушки размещены в пространстве таким образом, чтобы сигнал с передающей катушки при отсутствии поблизости металлических предметов не наводился на приёмные (или наводился, но сигнал, наведённый в одной катушке, вычитался бы из сигнала другой катушки), то есть вся система была бы сбалансирована и сигнал на выходе был бы равен нулю. Если теперь поблизости от датчика появится металлический объект, то баланс нарушится и на выходе появится сигнал рассогласования, который можно будет усилить.
Различные модели металлоискателей работают на различных частотах. Это связано с физикой явления распространения электромагнитных волн. Так металлоискатели, работающие на низких частотах, могут находить предметы глубоко, но большого размера. При этом на поверхности земли они не в состоянии заметить металлические предметы. Если частота работы металлоискателя высокая, то приборы хорошо обнаруживают мелкие объекты, но не могут находить предметы в глубине почвы. Бывают модели с настраиваемой частотой.
Пример частот металлоискателей по назначению:
- Глубинные металлоискатели работают, например, на частоте — 6,6 кГц. Глубина обнаружения — около 4 м.
- Грунтовые металлоискатели для поиска мелких предметов — до 22,5 кГц. Глубина обнаружения, например, каски — около 1-1,5 м, монеты — до 40 см.

## Виды металлоискателей

### По принципу работы

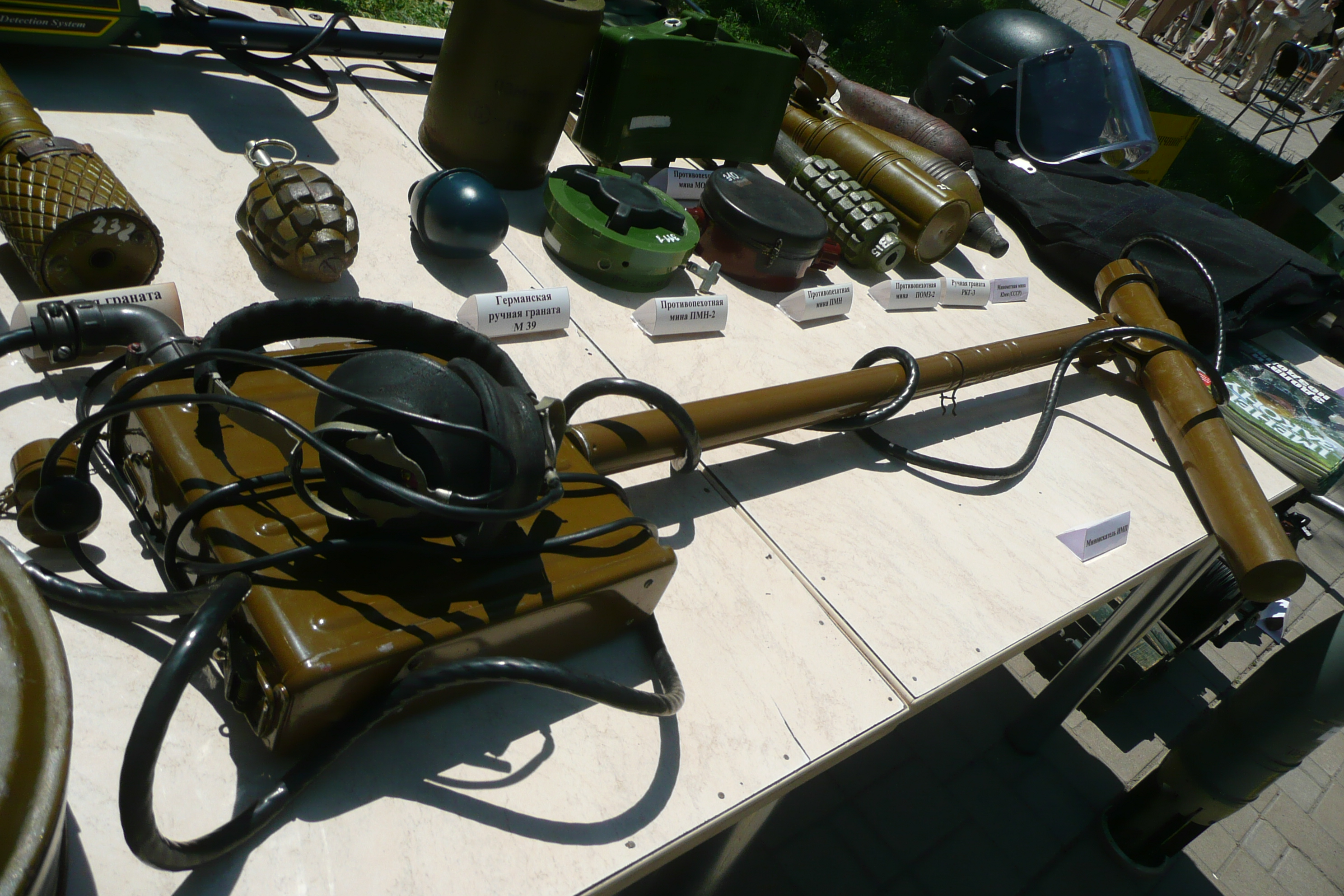
Миноискатель ИМИ

- Приборы типа «приём-передача». В основе их лежат две катушки индуктивности — приёмная и передающая, расположенные так, чтобы сигнал, излучаемый передающей катушкой, не просачивался в приёмную катушку. Когда вблизи прибора появляется металлический предмет, то сигнал передающей катушки переизлучается им во всех направлениях и попадает в приёмную катушку, усиливается и подаётся на блок индикации. 
 Достоинства: относительно простая схемотехника, широкие возможности для определения типа обнаруженного объекта. 
 Недостатки: сложность изготовления датчика, влияние минерализации грунта, относительно невысокая чувствительность.
- Индукционные металлоискатели. Представляют собой разновидность приборов типа «приём-передача», однако в отличие от последних содержат не две, а только одну катушку, которая одновременно является и передающей и приёмной. Основной трудностью при создании подобных приборов является выделение весьма малого отражённого (наведённого) сигнала на фоне мощного передаваемого (излучаемого). 
 Достоинства: простота конструкции датчика.
- Приборы — измерители частоты. В их основе лежит LC-генератор. При приближении металла к контуру его частота изменяется. Это изменение фиксируется различными методами:
  - Смешивание частоты генератора с эталонной и измерение частоты биений.
  - Подача сигнала с генератора на систему ФАПЧ и измерение напряжения в цепи обратной связи. 
 Достоинства: простота конструкции датчика, простая схемотехника. 
 Недостатки: худшие возможности дискриминации обнаруженных объектов, малая чувствительность.
- Приборы, фиксирующие изменение добротности колебательного контура, входящего в состав LC-генератора. При приближении металлического предмета к катушке добротность контура уменьшается и амплитуда колебаний на выходе LC-генератора также уменьшается. 
 Достоинства: простота конструкции, малая потребляемая мощность. 
 Недостатки: низкая температурная стабильность.
- Импульсные металлоискатели — принцип работы основан на возбуждении в зоне расположения металлического объекта импульсных вихревых токов и измерении вторичного электромагнитного поля, которое наводят эти токи. В данном случае, возбуждающий сигнал передается в катушку датчика не постоянно, а периодически, в виде импульсов. В проводящих объектах наводятся затухающие вихревые токи, которые возбуждают затухающее электромагнитное поле. Поле, в свою очередь, наводит в катушке датчика затухающий ток. Соответственно, в зависимости от проводящих свойств и размера объекта, сигнал меняет свою форму и длительность. 
 Достоинства: нечувствительность к минерализированному грунту, простота конструкции датчика. 
 Недостатки: повышенное потребление энергии, слабые возможности дискриминации.

В профессиональных металлоискателях могут совмещаться несколько способов обнаружения объектов.

### По выполняемым задачам
- Грунтовый металлоискатель — предназначен для поиска кладов, монет и ювелирных изделий, металлолома. Как правило, построен по индукционной технологии. Имеет множество настроек, DSP-процессор, дискриминатор металлов — специальную функцию для определения металла, из которого предположительно состоит объект в земле. Глубина обнаружения объектов от 20 см до 1 метра.
- Военный металлоискатель (миноискатель) — предназначен для поиска преимущественно мин. Как правило, построен на принципе «приём-передача». Имеет минимум настроек. Глубина обнаружения мины от 20 см (советский миноискатель ИМП) до 1 метра (современные военные миноискатели ИМП-2).
- Досмотровый металлоискатель — ручной металлоискатель предназначенный для служб безопасности. Служит для обнаружения на теле человека металлических предметов (пистолет, нож). Дальность обнаружения пистолета Макарова — до 25 см.
  - Арочный (рамочный) металлоискатель — досмотровый металлоискатель, используемый для контроля больших потоков людей, например, в метро, на вокзалах. Представляют собой рамку, через которую проходит человек.
- Глубинный металлоискатель — предназначен для поиска больших глубинных целей, таких как сундук с золотом. Имеет две разнесённые друг от друга катушки, либо одну большую рамку с катушкой. Основан на принципе «приём-передача». Отличительной особенностью данного вида металлоискателей является то, что он реагирует не только на металлы, но и на любые изменения в глубине грунта (переходы от одной почвы к другой, старые фундаменты зданий и т. д.). Глубина обнаружения объектов от 50 см до 3 метров.
- Магнитометр — предназначен для поиска ферромагнитных предметов (например железо). Данный вид металлоискателей самый компактный и самый чувствительный, так как поисковая головка может поместиться на ладони. Также магнитометры могут применяться и для поиска золота, меди, алюминия… Но для этого нужен дополнительно возбудитель, который будет делать из неферромагнитных металлов, образно говоря, электромагниты.

## Практическое применение

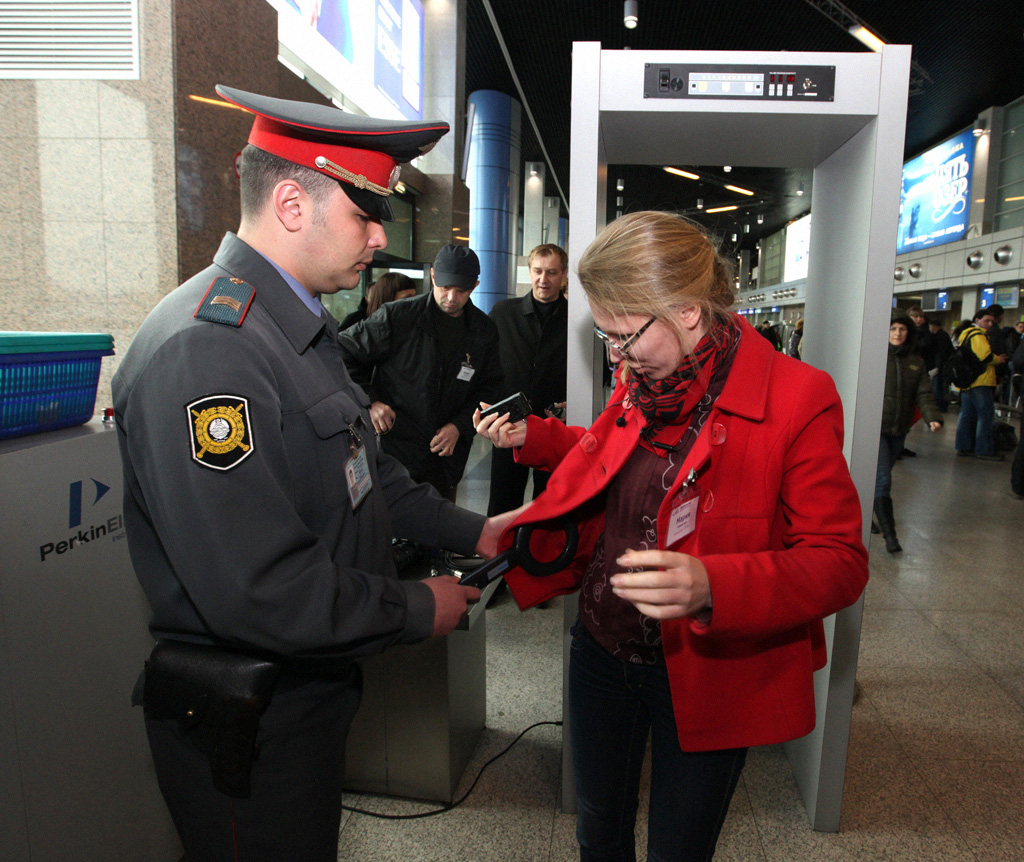
Досмотр пассажиров с помощью металлоискателей в аэропорту Владивостока

Первый патент на изобретение металлодетектора подал Жерар Фишер в 1910 годув США. Первоначально прибор разрабатывался для предотвращения воровства металлических деталей с заводов. Но, впоследствии, польза металлоискателей была замечена и в других отраслях, как промышленных, так и военных.
Первоначально эти аппараты были чересчур велики и неудобны для массового использования, но в начале 60-х годов были разработаны более компактные модели.
- Шотландский физик Александр Белл использовал металлоискатель, чтобы попытаться обнаружить место нахождения пули в груди американского президента Джеймса Гарфилда в 1881 году[9], хотя эта попытка и была безуспешной, поскольку тело президента находилось на металлической кровати, что вводило металлоискатель в заблуждение.
- В военном деле (см. миноискатель).
- Нашли широкое применение при поиске кладов и реликвий.
- При поиске метеоритов:

Группа искателей применила грунтовые и глубинные металлодетекторы и металлоискатели для поиска железного метеорита «Дронино». Экспедиции состоялась в 2007—2008 годах совместно с Лабораторией метеоритики ГЕОХИ РАН. Применение современной поисковой техники принесло положительные результаты. Из земли с глубины до 2-х метров на поверхность было извлечено более 200 килограмм метеоритного железа. Немногим ранее были опробованы металлодетекторы для поиска каменных метеоритов «Царев». Мельчайшие вкрапления металла в камне были замечены металлоискателем.— Журнал «Палео Мир», 1, 2008. стр. 22
- В конце 1960-х по заказу Министерства авиации СССР на заводе (в настоящее время ОАО «ТЗИА») была проведена разработка и начато производство металлодетекторов для досмотра авиапассажиров. С 1972 по 1990 год было выпущено 12 000 стационарных металлодетекторов (МИС, МИС-2, МИС-3, МИС-4).
- Компания CEIA (Construzioni Elettroniche Industriali Automatismi), Италия  — родоначальник и основной двигатель прогресса в разработке металлодекторов, была основана в 1968 году. В 2018 году компания отметила свою 50-ю годовщину успешной работы на рынке безопасности, поставив более 500 000 металлодетекторов по всему миру и завоевав доверие лучших специалистов.
- В 1979 году она патентует первый проходной металлодетектор с блоком управления на микропроцессорной основе. В 1982 году впервые выпускает металлоискатель с антеннами колонного типа и винтообразными обмотками.
- Компания «Garrett Metal Detectors» (США) на Олимпийских играх 1984 года впервые представила досмотровые арочные и ручные металлодетекторы. С тех пор детекторами для безопасности оснащают аэропорты США и многих других стран, в том числе и России.
- В 1996 году CEIA патентует арочный металлодетектор с колоннами эллиптической формы. Это высокоэффективное устройство благодаря своему эстетичному и оригинальному внешнему виду может устанавливаться в государственных учреждениях высокого уровня и частных корпорациях, с непринуждённой легкостью вписываясь в окружающую обстановку и не нарушая её гармонии. Именно металлодетектор с антеннами эллиптической формы был выбран для обеспечения безопасности получившей широкую известность кампании «Jubilee 2000».
- В 1997 году CEIA разрабатывает технологию для гуманитарного и военного разминирования по запросу нескольких международных агентств.
- В 2002 году компания CEIA выбрана ООН как поставщик грунтовых металлодетекторов для программы разминирования в Афганистане.
- Инженеры компании Nokia разработали[когда?] мобильный телефон, Nokia №97 оснащенный возможностями металлоискателя. Устройство позволит владельцу обнаружить спрятанное оружие, определить место прохождения электрических кабелей или найти потерянные автомобильные ключи. В основе устройства лежат две катушки индуктивности, одна из которых выполняет функцию приемника, другая — передатчика. При появлении вблизи мобильного телефона какого-либо металлического предмета, сигнал катушки-передатчика отражается от него и попадает в приёмную катушку, после чего раздается звуковой сигнал[10].

## Основные производители

### Австралия
- Minelab

### Болгария
- Golden Mask Metal Detectors

### Германия
- Lorenz Detecting Systems[11]

### Польша
- Rutus Metal Detectors

### Россия
- AKA Metal Detectors

### США
- Bounty Hunter Metal Detectors
- Detech Metal Detectors
- Fisher Metal Detectors
- Garrett Metal Detectors
- Teknetics Metal Detectors
- Tesoro Metal Detectors
- Quest Metal Detectors
- White's Metal Detectors

### Турция
- Nokta & Makro Metaldtectors

### Украина
- Mars Metal Detectors
- Nel Metal Detectors

### Франция
- XP Metal Detectors